# Луїс Баєр
Луїс Баєр (нім. Louis Beyer, нар. 19 травня 2000, Кемпен) — німецький футболіст, захисник клубу «Бернлі» та молодіжної збірної Німеччини.

## Клубна кар'єра
Народився 19 травня 2000 року в місті Кемпен. Розпочав займатися футболом у рідному місті, пізніше продовжив кар'єру в юнацькій команді клубів «Фортуна» (Дюссельдорф), пізніше перейшов до юнацької команди клубу «Боруссія» з Менхенгладбаха. В основній команді клубу дебютував 2018 року, провів два сезони, взявши участь у 12 матчах чемпіонату.
На початку 2020 року на правах оренди перейшов до складу клубу «Гамбург». У другій половині року повернувся до «Боруссії».
Восени 2022 на правах оренди приєднався до англійського «Бернлі». З 2023 року Баєр став гравцем англійського клубу на постійній основі.

## Виступи за збірні
З 2015 року Луїс Баєр грає в юнацьких збірних країни. У 2015 році дебютував у складі юнацької збірної Німеччини віком до 16 років, наступного року грав за збірної до 17 років, у 2017—2018 роках грав за юнацьку збірну до 18 років та юнацьку збірну до 19 років, загалом на юнацькому рівні взяв участь у 16 іграх.
З 2019 року Луїс Баєр залучається до складу молодіжної збірної Німеччини. На молодіжному рівні зіграв в 7 матчах.